# Maria Kaczyńska

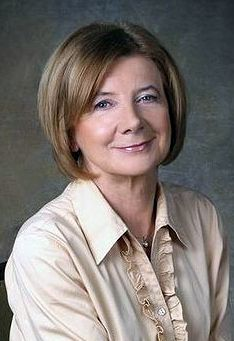

Maria Helena Kaczyńska, geboren: Mackiewicz (Machowo, 21 augustus 1942 - Smolensk, 10 april 2010) was de vrouw van de rechtsconservatieve Poolse president Lech Kaczyński.
Maria Kaczyńska volgde basis- en voortgezet onderwijs in Rabka Zdrój in het zuiden van Polen. Ze studeerde transporteconomie en buitenlandse handel in Sopot. Nadat ze slaagde in 1966 werkte ze op het Maritieme Instituut in Gdańsk, waar ze Lech Kaczyński ontmoette. Het stel trouwde in 1978. Hun dochter Marta werd in 1980 geboren.
Op 10 april 2010 kwam Kaczyńska samen met haar man en andere leden van een grote delegatie, die op weg was naar een herdenking van het bloedbad van Katyn, om het leven bij een vliegtuigcrash in het Russische Smolensk, toen hun vliegtuig neerstortte op anderhalve kilometer van de landingsbaan. Ze was 67 jaar oud.
Op zondag 18 april 2010 werd Kaczyńska samen met haar man bijgezet in de koninklijke crypte in Krakau.